# Rödelsee
Rödelsee là một đô thị thuộc huyện Kitzingen trong bang Bayern của nước Đức.